# V3 (cannone)

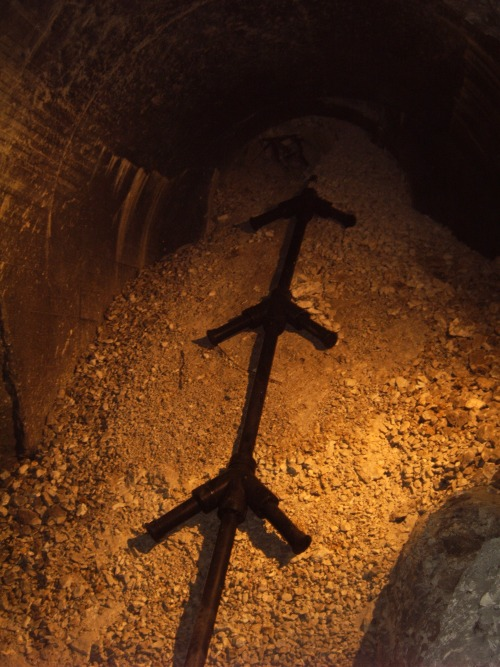
Una porzione del cannone.

Il V3 Hochdruckpumpe - HDP (ovvero la pompa ad alta pressione) fu un prototipo di super-cannone realizzato dalla Germania durante le ultime fasi della seconda guerra mondiale. La sigla V3 sta per Vergeltungswaffe 3 ("arma di rappresaglia 3" dal tedesco), data l'idea di Joseph Goebbels di cambiare nome ad alcune armi per fini propagandistici.
L'arma era stata progettata per poter sparare granate da 60 chilogrammi, dalla fortezza di Mimoyecques nei pressi di Calais, dove si stava progettando il V3, sulle coste francesi, fino a Londra.

## Progetto
L'idea era di utilizzare la polvere da sparo per fornire la spinta necessaria affinché il proietto riuscisse ad uscire dalla bocca da fuoco del cannone con la velocità necessaria per raggiungere l'obiettivo. La spinta avveniva gradualmente, facendo esplodere le granate al fianco della bocca da fuoco. Si trattava quindi di una soluzione abbastanza economica.

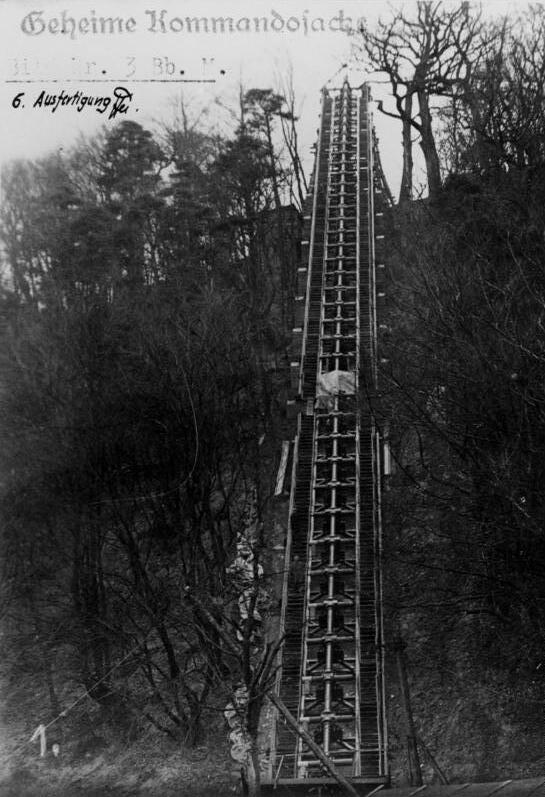
Uno dei primi esperimenti, si notano le camere di scoppio laterali ancora poste a 90° (successivamente posizionate a 45°).

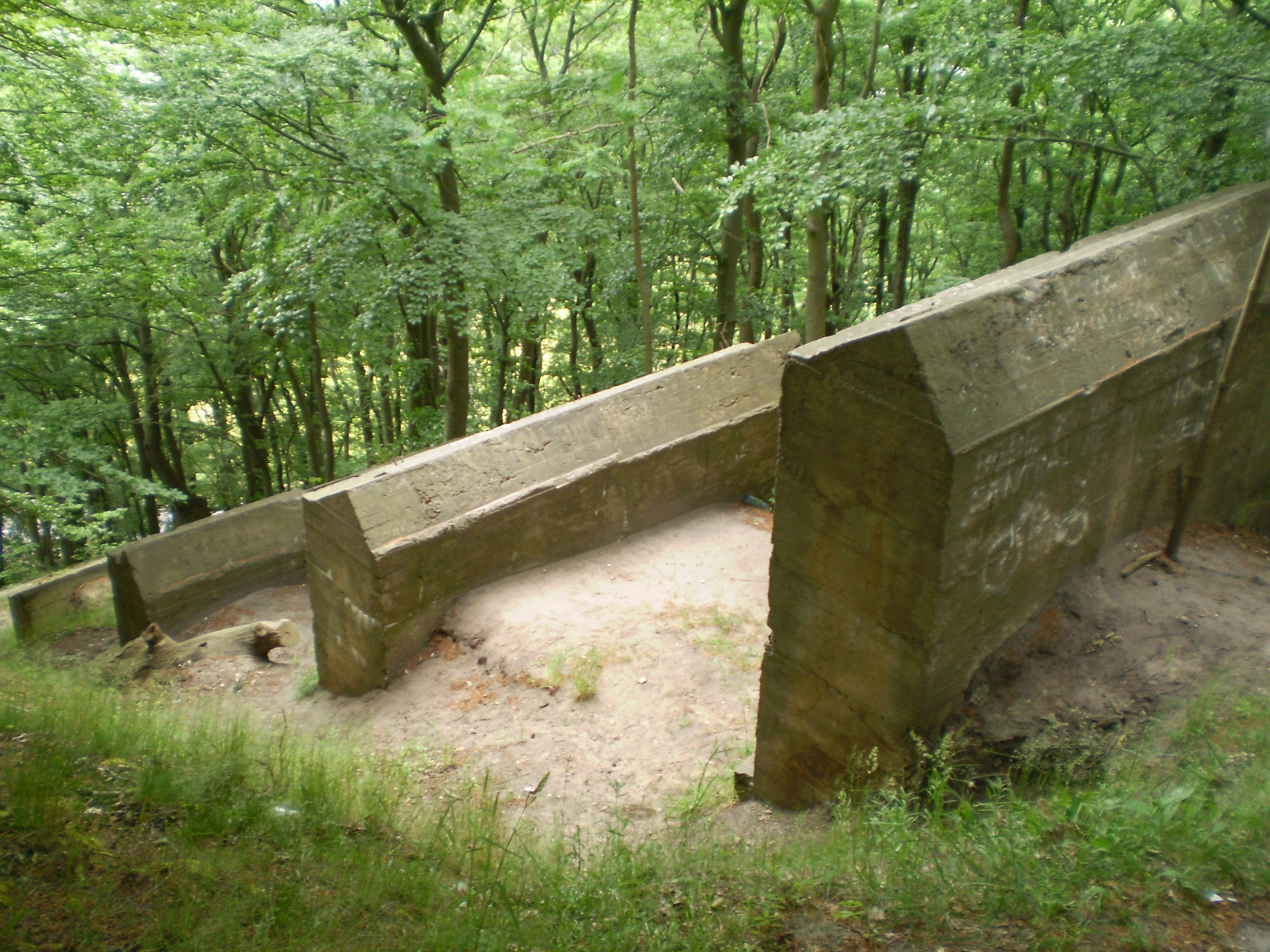
Alcune installazioni del cannone V3 a Wolin, in Polonia.

Il programma originale prevedeva venticinque di queste armi, a Marquise-Mimoyecques tra Calais e Boulogne, che, una volta ultimata la fase di progettazione, dovevano lanciare 200 granate all'ora (ma dopo aver effettuato dei test a Hillersleben nell'autunno 1943 e a Miedzyzdroje nel gennaio 1944, si decise che si poteva aumentare la cadenza di fuoco del 50%).
Fu quindi scavata nel terreno calcareo di tipo chalk (tipico della zona) una serie di tunnel inclinati a circa 45° collegati da una scacchiera di tunnel orizzontali, quelli superiori sfocianti nel tunnel ferroviario di quasi 2 km e quelli inferiori alla base dei tunnel inclinati, a una profondità di circa 110 metri, posizionati sotto la falda acquifera con i relativi problemi di impermeabilizzazione. Fin dall'inizio i tedeschi si accorsero che il meccanismo aveva degli svantaggi, come il cedimento in alcuni punti della bocca da fuoco, e l'instabilità del proietto quando superava la velocità di 1100 m/s. Il ministro degli armamenti Albert Speer si era tuttavia convinto che una migliore sagoma del proiettile potesse ovviare a ciò. In realtà secondo il museo di Lussemburgo, andando a modificare l'angolo tra i giunti, il volume delle camere secondarie, la distanza che intercorreva tra esse, la quantità di polvere da sparo e la velocità iniziale del proietto, si poteva arrivare a cedimenti molto più dilatati nel tempo, ovvero da un valore di dopo 10 lanci a 10 000 circa.
L'arma fu progettata dalla ditta Röchling Eisen - und Stahlwerke di Lipsia, che presentò l'idea a Speer che, incuriosito, ne ordinò uno studio di fattibilità alla ditta Saar Roechling. Il cannone aveva una lunghezza della bocca da fuoco di 130 metri, e una capacità di sparare granate di 140 kg anche a 165 km di distanza (in realtà nei test non si raggiunse mai una tale distanza). L'idea del tipo di cannone può essere fatta risalire al barone Guido Von Pirquet, che studiò il sistema di alloggiamenti laterali, che se attivati in giusta sequenza riescono a dare al proietto la giusta velocità, oltre i 1500 m/s. La velocità massima di uscita teorica doveva raggiungere i 1.700 m/s con angolazione del cannone a 39°, durante i test però non superò mai i 1.170 m/s (con la bocca da fuoco del 15 cm F.H.18 non si andò oltre i 935 m/s). Inizialmente i proietti dovevano essere dotati di tre pinne direzionali le quali si dovevano aprire non appena il colpo fosse fuoriuscito dalla bocca da fuoco; poi si pensò invece di costruirli privi di questa alette. A queste velocità i proietti erano poco stabili, per cui si decise di dotarli di piccole alette di 2,5 cm a raggiera sull'affusto per la stabilità (solo vent'anni dopo i canadesi ripresero l'idea nella serie di Martlet). Si progettò di dare a questi proietti un peso di 120 kg; poi si passò a 85 kg e infine a 130 kg. Quindi un'infinità di lavori per modificare la bocca da fuoco. Questi erano però "disobbedienti": o esplodevano prima, frantumando la bocca da fuoco del cannone, o subito dopo, oppure non esplodevano affatto.
Fu inizialmente sviluppato un piccolo prototipo nell'isola polacca Wolin nei pressi di Miedzyzdroje, dimostrandone le capacità nell'aprile-maggio 1943. Subito si iniziarono quindi gli scavi delle gallerie, necessarie per la costruzione dell'imponente cannone nel litorale nord della Francia, andando a costituire quindi la terza arma di terrore dopo la V-1 e la V-2.
Il sito francese in costruzione prevedeva delle camere di combustione laterali inclinate di un certo angolo e poste a una distanza di 3,65 metri l'una dall'altra. Alla sua costruzione si dedicarono molti operai slavi, ma la resistenza francese, visti gli iniziali sforzi della costruzione, avvisò subito gli alleati, che puntualmente (solo due mesi dopo) iniziarono i bombardamenti; il 6 luglio 1944, tre bombe Tallboy penetrarono il poco cemento superficiale e la marna fino ad entrare nei tunnel inclinati, percorrendoli fino in fondo. Il disastro fu totale: la parte inferiore della base, dove erano tenuti prigionieri i circa 800 lavoratori forzati durante il bombardamento, si riempì d'acqua uccidendoli tutti.
Nonostante il successo alleato, gli americani con il progetto Aphrodite continuarono fino al mese di agosto '44 a bombardare i bunker costieri utilizzando dei B-17 radioguidati, ma poi sospesero l'operazione per i pochi risultati ottenuti e per i molti incidenti avvenuti, oltre che al dover mobilitare il principale sforzo dei bombardieri sulle regioni della Germania. In uno di questi incidenti, il 12 agosto 1944, in Inghilterra mentre stava volando verso Mimoyecques, morì Joseph Kennedy Jr., fratello maggiore del futuro presidente degli Stati Uniti.
Davanti all'avanzata alleata la base fu abbandonata. Nel 1945 fu fatta esplodere dal genio inglese per evitare un possibile uso anti-inglese (la demolizione riguardò tutte le basi tedesche situate nel nord della Francia). La base è attualmente visitabile nella parte superiore. Non ci sono fondi per recuperare i corpi dei prigionieri sepolti nella parte inferiore del complesso.
Non si conoscono, quindi, le effettive potenzialità di quest'arma, considerando anche che furono sparati ben pochi colpi.

## Bombardamento del Lussemburgo
Una versione ridotta del cannone fu utilizzata contro la città di Lussemburgo (che era stata liberata nel settembre del '44). I primi colpi furono sparati il 30 dicembre 1944 per un totale di 183 colpi, fino al 22 febbraio 1945, con 44 centri confermati nell'area urbana. L'arma non si dimostrò molto efficace: i colpi giunti a segno causarono 10 morti e 35 feriti.

## Critiche
Tra coloro che non apprezzavano il super-cannone vi era Martin Bormann e il professor Osenberg, capo dell'ufficio programmazione del consiglio delle ricerche del Reich. Entrambi pensavano che tale arma fosse un fallimento: la costruzione della bocca da fuoco, il tipo di proietti e il consumo di carburante era troppo alto. Inoltre il numero di operai che lavoravano per questo progetto era pari a circa 5000 persone, che dovevano scavare il complesso di tunnel anche fino a 30 metri di profondità. Inoltre servivano 1000 "serventi" per i 25 pezzi che si stavano costruendo.
Il professor Osenberg disse: "gli inventori del cannone hanno trascurato le più elementari norme e leggi della fisica!"

## Musei
Esistono due musei sul V3: uno sull'isola polacca Usedom dove fu costruito il prototipo e l'altro presso la fortezza di Mimoyecques in Francia.